# Mimela macassara
Mimela macassara är en skalbaggsart som beskrevs av Heller 1896. Mimela macassara ingår i släktet Mimela och familjen Rutelidae. Inga underarter finns listade i Catalogue of Life.